# Jan Strzyż
Jan Strzyż (Strzesz) herbu Szaława – pisarz ziemski halicki w latach 1569-1574.
Poseł na sejm lubelski 1569 roku, sejm 1572 roku z ziemi halickiej, podpisał akt unii lubelskiej.